# Cyclosa bifurcata
Cyclosa bifurcata is een spinnensoort in de taxonomische indeling van de wielwebspinnen (Araneidae).
Het dier behoort tot het geslacht Cyclosa. De wetenschappelijke naam van de soort werd voor het eerst geldig gepubliceerd in 1842 door Charles Athanase Walckenaer.